# Perinoia sumbawana
Perinoia sumbawana är en insektsart som beskrevs av Jacobi 1941. Perinoia sumbawana ingår i släktet Perinoia och familjen spottstritar. Inga underarter finns listade i Catalogue of Life.